# ملك كاثوليكي

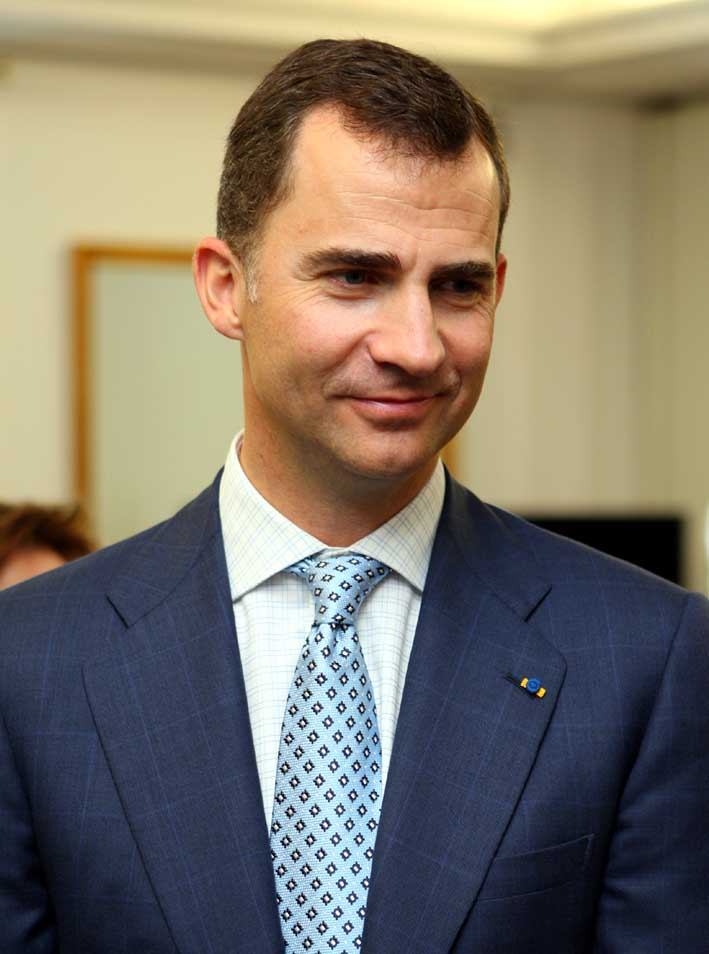
فيليب السادس ملك إسبانيا الحالي، ويحمل لقب صاحب الجلالة الكاثوليكي.

الملك الكاثوليكي أو صاحب الجلالة الكاثوليكي (باللاتينية: Rex Catholicismus)؛ هو لقب مُنح خلال العصور الوسطى من قبل بابا الفاتيكان رئيس الكنيسة الرومانية الكاثوليكية للملوك الذين كانوا في نظر البابوية مجسدين لمبادئ المسيحية في حياتهم الشخصية وسياسات الدولة، وقد مُنح اللقب أولًا إلى كارلوس الخامس ملك إسبانيا وإمبراطور الإمبراطورية الرومانية المقدسة.
وقد توارث أبناء سلالة هؤلاء الملوك لقب الملوك الكاثوليك، ومن السلالات الملكية التي اتخذت لقب الملوك الكاثوليك آل هابسبورغ في النمسا-المجر وآل سافوي في إيطاليا وآل بوربون في إسبانيا، الذين اعتبروا حماة الكنيسة الكاثوليكية عقب الإصلاح البروتستانتي ورغم التنافس مع الكنيسة الأرثوذكسية الشرقية.
اليوم لا تزال تحتفظ العائلات الملكية في أوروبا بلقب الملوك الكاثوليك في بلجيكا، ولوكسمبورغ، وإسبانيا. ويتخذ ملوك إسبانيا لقب «جلالة الملك الكاثوليكي» بشكل وراثي. بينما تحمل موناكو أمير كاثوليكي.
لم يتم منح الملك الحالي في ليسوتو، وأمير موناكو وأمير ليختنشتاين لقب الملك الكاثوليكي أو جلالة الملك الكاثوليكي على الرغم من كونهم كاثوليك، بالمقابل العائلات المالكة في كل من الدنمارك، والنرويج والسويد هم من البروتستانت اللوثريين، وتدين العائلة المالكة في تونغا بالبروتستانتية الميثودية وتتبع العائلة المالكة البريطانية الكنيسة البروتستانتية الأنجليكانيّة، أمّا المتبقي من ملوك العالم يعتنقون ديانات أخرى.
واحدة من حقوق الملكة الكاثوليكية هو (بالفرنسيّة: privilège du blanc)، أنها يحق لها أن تلبس الثوب الأبيض مع المانيلا البيضاء لدى لقائه البابا بدلًا من اللباس السوداء العادية المستخدمة من قبل أقران رؤساء الدول الأخرى.
كما يعتبر أفضل مثال للملوك الكاثوليك هما الزوجان الملكان، فرناندو الثاني من أراغون، وإيزابيلا الأولى من قشتالة. وكان بابا الفاتيكان إسكندر السادس قد منح هذا اللقب لهما، بعد أن منح لقب ملك المسيحية، لملك فرنسا زمنها.
في الماضي، حمل بعض الملوك ألقاب من قبل البابا خاصة فيهم:
- المجر: صاحب الجلالة الرسولي (منحت في عام 1000 وجدّد في 1758).
- فرنسا: صاحب الجلالة ملك المسيحية (منح في عام 1380).
- البرتغال: جلالة ملك المؤمنين (منح في عام 1748).